# گورنگا گلاما
گورنگا گلاما (به صربی: Gornja Glama) یک روستا در صربستان است که در بلا پالانکا واقع شده‌است. گورنگا گلاما ۳۴ نفر جمعیت دارد.